# Benedicto XII
Benedicto XII, (Saverdun, c. 1280-Aviñón,  25 de abril de 1342) papa 197.º de la Iglesia católica de 1334 a 1342 y tercer papa del pontificado de Aviñón. Benedicto fue un papa meticuloso que reformó las órdenes monásticas y se opuso al nepotismo. 

## Origen y formación
De nombre Jacques Fournier, hijo de la modesta familia de un panadero, ingresó como monje cisterciense en el monasterio de Boulbonne, desde donde se trasladó a la abadía de Fontfroide, cuyo abad, Arnaldo Nouvel, era tío suyo. Este lo envió a estudiar Teología a París.

## Carrera eclesiástica
Tras finalizar en 1310 sus estudios, Jacques Fournier sucede a su tío como abad en Fontfroide, donde permanecerá hasta que en 1317 es nombrado obispo de Pamiers, cargo en el que destacará como perseguidor eficiente pero moderado de los herejes cátaros. 
En 1326 pasa a ser obispo de Mirepoix y al año siguiente es nombrado cardenal por el papa Juan XXII, recibiendo el apodo de "El cardenal blanco" al conservar el hábito de la orden cisterciense.

## Papado
El cardenal Fournier fue elegido papa el 20 de diciembre de 1334. Se dice que al conocer el resultado gritó a los cardenales "Han elegido a un asno". Fue coronado el 8 de enero de 1335.

### Conflicto con Luis IV de Baviera
El primer problema que tuvo como pontífice, heredado por su predecesor, fue el conflicto con el emperador Luis IV de Baviera. Se suponía que este pontificado debería poner fin al mismo, pero la amistad casi sumisa de Benedicto con el rey Felipe VI de Francia y con Roberto de Nápoles agudizó el problema. Hubo una gran reacción de parte de los obispos de Alemania, quienes firmaron una carta colectiva pidiendo la reconciliación. Sin embargo los príncipes electores del emperador juraron una liga perpetua en defensa de los derechos y el honor del imperio, y el 16 de julio de 1338, proclamaron en Rense que el emperador no tenía ninguna necesidad de ser confirmado por el Papa para poder gobernar en su territorio.
La situación se agrava el 10 de febrero de 1342, cuando el emperador Luis, pretendiendo casar a su hijo Luis, marqués de Brandeburgo, con su prima Margarita Maultasch, condesa del Tirolo, anuló, por propia autoridad, el matrimonio anterior de ésta con el príncipe Juan Enrique de Bohemia, atentando directamente contra un derecho del Papa, puesto que era solo al pontífice romano competía tal responsabilidad.

### Otras obras y fallecimiento

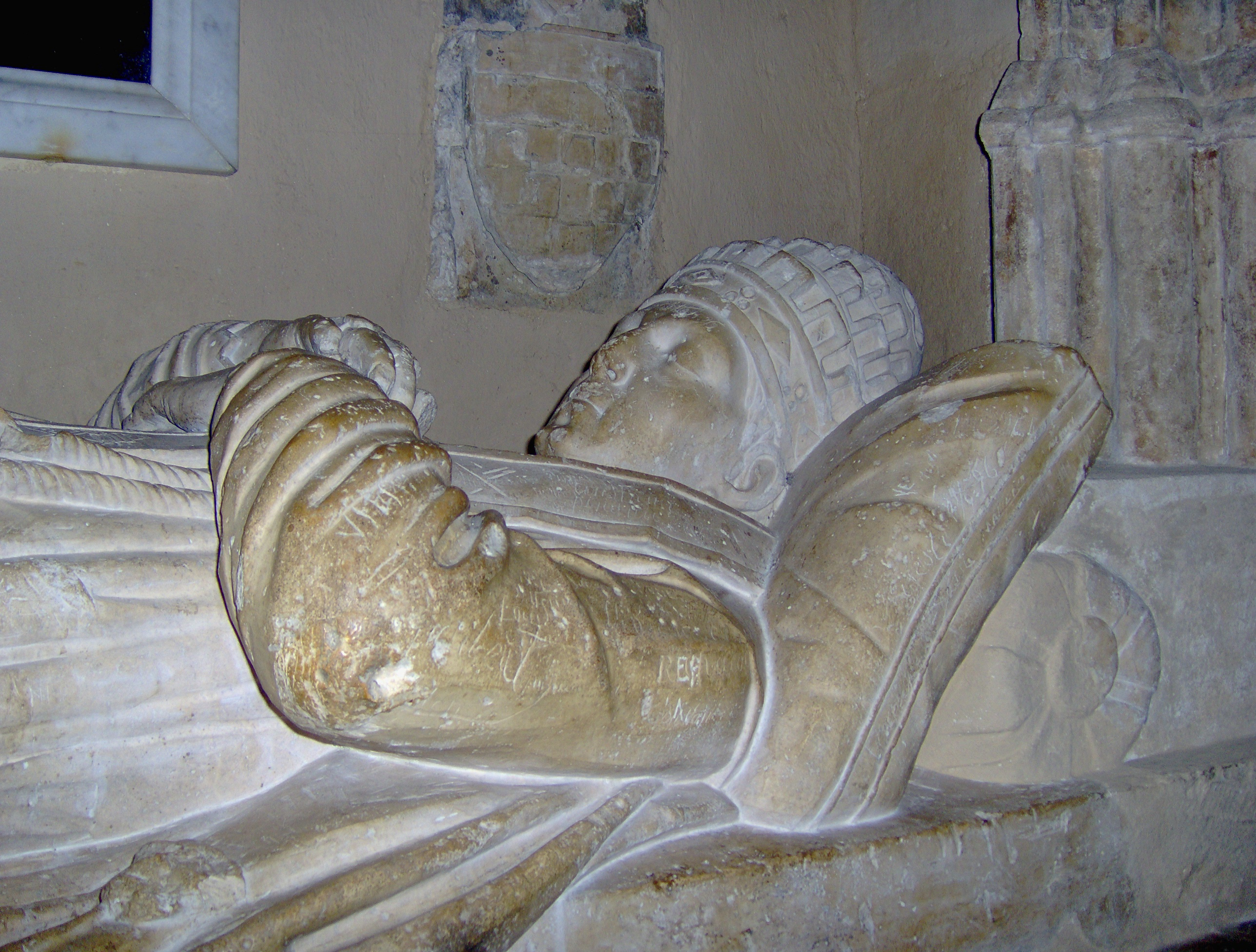
Tumba de Benedicto XII, en la Catedral de Notre Dame de Doms

En un principio quiso volver a fijar la sede pontificia en Roma, pero la conflictiva situación en que se hallaba inmersa la península italiana le hizo mantener la sede en Aviñón, donde comenzó la construcción del Palacio de los papas.
Promulgó el 29 de enero de 1336 la bula Benedictus Deus en la que fijó oficialmente la doctrina católica sobre la visión beatífica, según la cual los fallecidos en gracia de Dios gozan de su visión hasta el Juicio Final.
Durante su pontificado combatió la simonía y el nepotismo, intentó reformar las órdenes monásticas y mendicantes, combatió y condenó a los fraticelos el 28 de noviembre de 1336; y trató de solucionar el Cisma de Oriente y Occidente.
El Papa Benedicto XII falleció en Aviñón el 25 de abril de 1342 y fue enterrado en la catedral de Notre Dame des Doms.

## Benedicto XII en la literatura
Las profecías de San Malaquías se refieren a este papa como Abbas frigidus (El abad frío), cita que hace referencia a que antes de ser elegido pontífice fue abad del Monasterio de Fontfroide (Fuente fría).
Umberto Eco en su libro El nombre de la rosa nombra dos veces a Jacques Fournier:

"¿Y no cuenta mi venerable colega Jacques Fournier que en el lecho de muerte del inquisidor Godofredo de Carcassone aparecieron dos gatos negros que no eran sino dos demonios que deseaban hacer befa de aquellos ojos?"

"He oído decir que Bernardo tendrá que encontrarse con su colega Jacques Fournier (recuerda este nombre; por ahora quema albigenses, pero apunta más alto), y una hermosa bruja sobre un montón de leña servirá muy bien para acrecentar el prestigio y la fama de ambos..."